# Sciara kitakamiensis
Sciara kitakamiensis är en tvåvingeart som beskrevs av Sutou 2004. Sciara kitakamiensis ingår i släktet Sciara och familjen sorgmyggor. Inga underarter finns listade i Catalogue of Life.